# Ryggradsdjur
Ryggradsdjur eller vertebrater (Vertebrata) är en understam bland ryggsträngsdjuren som har ett skyddande hölje av kalciumfosfat runt ryggsträngen. Ryggradsdjuren har ett endoskelett, vilket innebär ett skelett som är inneslutet i kroppen, till skillnad från exoskelett, vilket är vanligt hos exempelvis leddjuren.
Enligt ITIS ingår i denna understam överklassen käklösa fiskar, samt de övriga klasserna benfiskar, broskfiskar, kräldjur, fåglar, groddjur och däggdjur. Ibland sammanfattas de fyra klasser som i namnet inte förfogar över ordet fiskar i en överklass med det vetenskapliga namnet Tetrapoda.

## Evolution
Enligt olika molekylära klockor skulle ryggradsdjuren ha uppstått innan den kambriska explosionen, men ännu har inga bevis för detta hittas i form av fossil. De tidigaste organismerna vilka har tolkats som ryggradsdjur kommer från den berömda Chengjiang-faunan, en kinesisk lagerstätte från äldre kambrium (atdaban), vilket är för ungefär 530 miljoner år sedan. Det är omineraliserade fossil av de två släktena Haikouichtys och Myllokunmingia, vilka har tolkats som nära släkt med nejonögonen. Det tidigaste mineraliserade ryggradsdjuret heter Anatolepis och har hittast i bergarter från den mellersta delen av yngre kambrium, på Laurentia. De tidigaste konodonterna har man hittat i bergarter som är ungefär lika gamla. De dog dock ut i slutet av trias, för cirka 200 miljoner år sedan, och är inte någon förfader till dagens ryggradsdjur. Till skillnad från Anatolepis var konodonterna kosmopolitiska.
De ryggradsdjur som finns idag tros ha utvecklats från andra tidiga ryggradsdjur, så som Sacabambaspis, ett släkte som man hittat spår av i ordovisiska bergarter från Bolivia och den likåldriga Arandaspis som man har hittat fossil efter i Australien. Dessa ordovisiska ryggradsdjur har man främst hittat i Bolivia, Australien och Nordamerika.
Under silur spred sig dessa sena ryggradsdjur till andra delar av världen och nya grupper utvecklades, så som Heterostraci, Anaspida, Galeaspida, Osteostraci, Placodermi, Acanthodii och Onychodontiformes. 
Under devon utvecklades de första tetrapoderna, det vill säga de första djuren som erövrade land. Det kanske mest kända exemplet på ett sådant tidigt djur anpassat för ett liv på land är Ichthyostega.